# Virtual Villagers
Virtual Villagers es una serie de videojuegos creada por la empresa Last Day of Work con sede en California y fundada en 2002 por Arthur Humphrey.

## Juegos de la serie
- Virtual Villagers: A New Home
- Virtual Villagers 2: The Lost Children
- Virtual Villagers 3: The Secret City
- Virtual Villagers 4: The Tree Of Life
- Virtual Villagers 5: New Believers

- Datos: Q117472614